# Acodontaster marginatus
Acodontaster marginatus är en sjöstjärneart som först beskrevs av Jean Baptiste François René Koehler 1912.  Acodontaster marginatus ingår i släktet Acodontaster och familjen Odontasteridae. Inga underarter finns listade i Catalogue of Life.